# Rock with You (chanson de Michael Jackson)
Pour les articles homonymes, voir Rock with You (homonymie).
Singles de Michael Jackson
Don't Stop 'Til You Get Enough
(1979)  Off the Wall
(1980)
Pistes de Off the Wall
"Don't Stop 'Til You Get Enough"
(1) "Workin' Day & Night"
(3)
Rock with You est le 2e single extrait de l'album Off the Wall de Michael Jackson. Il se classe no 1 dans le Billboard Hot 100 et le Hot R&B/Hip-Hop Songs. 

## Composition
Pour cette chanson, écrite et composée par Rod Temperton, le producteur Quincy Jones a fait appel aux membres du groupe Rufus pour jouer les instruments. John "JR" Robinson joue de la batterie, David Wolinski est aux claviers, et Bobby Watson est à la basse. Ce dernier joue avec une basse électrique Fender Precision Bass qu'il utilise pour ses sessions studio depuis 1972. 

## Clip
La chanson a fait l'objet d'un clip réalisé par Bruce Gowers, dans lequel Michael Jackson chante et danse dans une tenue de strass devant un spot lumineux vert évoquant une ambiance de discothèque. Le clip fut filmé au 800 Stage à Los Angeles.

## Liste des pistes
- Single européen[1]

1. Rock with You - 3:40
2. Get on the Floor - 4:57

- Single américain

1. Rock with You - 3:40
2. Working Day and Night - 5:04

- Visionary (face DVD)

1. Rock with You (Clip)
2. Rock with You (Version 45 tours) - 3:23
3. Rock with You (Masters at Work Remix) - 5:33

## SingleRock with You
Audio (CD)
1. Rock with You – 3:40

Vidéoclip (DVD)
1. Rock with You (Official Upscaled Video) – 3:22